# Хунин (Буэнос-Айрес)
Хунин — город в провинции Буэнос-Айрес, Аргентина, административный центр одноимённого муниципалитета. На 2010 год его население насчитывало 85 420 человек. Город расположен в 260 км (162 мили) к западу от города Буэнос-Айрес. Он наиболее известен как родной город бывшей первой леди Аргентины Евы Перон.

## История
Это место, населенное коренными жителями чарруа, благодаря своему стратегическому расположению на реке Саладо представляло интерес для испанского вице-короля Хуана Хосе де Вертис-и-Сальседо, который в 1790-х годах основал там аванпост как часть линии обороны от набегов переселенных туземцев. Это место стало известно как Эль-Потросо.
Эль-Потросо был укреплен фортом в соответствии с Указом Президента Бернардино Ривадавии от 1826 года, а 27 декабря 1827 года Цитадель была создана под командованием ветерана аргентинской войны за независимость, Бернардино Эскрибано, в качестве Фуэрте Де Ла Федерасьон. Приход на пост губернатора провинции Буэнос-Айрес Хуана Мануэля де Росаса привел к тому, что Эскрибано в 1829 году лишился командования, хотя вмешательство офицера Исидоро Суареса предотвратило кровавую бойню. Суарес, ветеран одной из последних битв войны за независимость (Битва при Хунине, в Перу), своими действиями неумышленно дал несостоявшемуся поселению новое название: «Хунин».
Свержение Росаса в 1852 году привело к назначению мирового судьи, который первоначально разделял руководящие обязанности с военным комендантом. Открытие первого универсального магазина в Хунин (Бастеррей) в 1860 году предшествовало развитию форта, и в 1861 году Хунин избрал свой первый городской совет (несмотря на то, что официально он был только фортом). Провинция определила этот район как округ в 1864 году, и с почти 2000 жителями Хунин перестал классифицироваться как «форт», а его первый муниципальный генеральный план был составлен в 1865 году.
Появление в 1880 году Центрально-аргентинской железной дороги, а в 1884 году — Буэнос-Айресской и Тихоокеанской железных дорог (B. A.& P.) привело к быстрому росту города. Национальный банк Аргентины открыл там отделение в 1892 году, и по переписи 1895 года в Хунине проживало более 12 000 человек. Самым крупным работодателем города к тому времени был завод железнодорожного оборудования B. A.& P., на котором работало более 1600 человек. Городская ратуша была закончена в 1904 году, а Хунин был объявлен «городом» в 1906 году.
Неуклонное развитие Хунина в последующие десятилетия и расположение среди озер сделали его хорошо известным региональным туристическим направлением. В 1938 году был основан охотничий клуб, а в 1942 году рыбацкий причал и клуб на озере Эль-Карпичо. Аэроклуб Хунин (1940) стал хорошо известен после IX Международного конкурса планеристов в 1963 году, а близлежащий муниципальный парк Борчех и озеро Гомес стали популярными местами отдыха с 1960-х годов; озеро Гомес привлекло около 350 000 посетителей в течение летнего сезона 2006-07 годов.
В городе находится важный муниципальный исторический музей, вероятно, самый известный своим палеонтологическим залом и шерстистыми окаменелостями мамонтов.
В городе есть многочисленные кинотеатры, а также известные театры, такие как Teatro de la Ranchería (1971). Первое высшее учебное заведение города, региональный университет Хунина, был основан в 1990 году. В 2002 году произошло слияние университета Хунина и университета из Пергамино, и в итоге был образован национальный университет Северо-Западного Буэнос-Айреса. Общественная больница скорой медицинской помощи имени доктора Абрахама Пинейро, открытая в 1930 году, служит главным медицинским учреждением города; в 1997 году к ней было пристроено новое крыло.

## Климатические условия
Хунин находится в полосе влажного субтропического климата. Зимы характеризуются умеренными температурами днем и холодными ночами. Самым холодным месяцем является июль, когда средний максимум составляет 15,1 °C, а средний минимум −4,2 °C. Температура иногда может опускаться ниже нуля во время холодных циклонов, хотя во время тепловых циклонов, на примере жары 2009 года, температура может достигать всего 35 °C. Рекордный максимум температуры в 35,3 °C был зафиксирован 29 августа 2009 года. Зимой пасмурные дни более распространены, в среднем 9-11 дней в месяц, хотя солнечные дни также распространены с 7-11 ясными днями в месяц с июня по сентябрь. Весна и осень — это переходные сезоны с теплыми дневными температурами и прохладными ночными температурами, которые колеблется от 37,6 °C до −9,2 °C. Летом особо жарко в дневное время и умеренно тепло ночью. Дни более солнечные, чем в другие сезоны, в среднем 8-11 ясных дней с меньшим количеством пасмурных дней (всего 6 в месяц). В самый жаркий месяц, январь, средний максимум составляет 30,2 °С, а средний минимум 16,2 °C.Средняя относительная влажность воздуха составляет 75 %, причем летние месяцы более сухие, чем зимние. Средняя первая дата заморозков приходится на 20 мая, а последняя дата заморозков — на 11 сентября. Хунин умеренно ветреный в течение всего года со скоростью ветра от 8,6 километра в час в апреле до 14,4 километра в час в сентябре. В среднем в Хунине выпадает 993,4 миллиметра осадков в год, причем летние месяцы более влажные, чем зимние, летом большая часть осадков выпадает в виде гроз. Самая высокая температура составила 41,8 °С и была зарегистрирована 29 декабря 1971 года, в то время как самая низкая зарегистрированная температура была −9,2 °C 14 июня 1967 года.

## Достопримечательности города

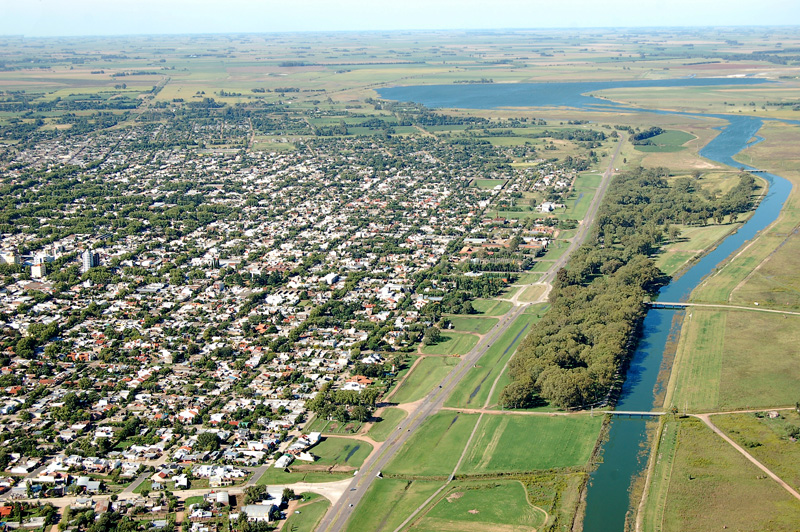
Вид на Хунин и Рио-Саладо
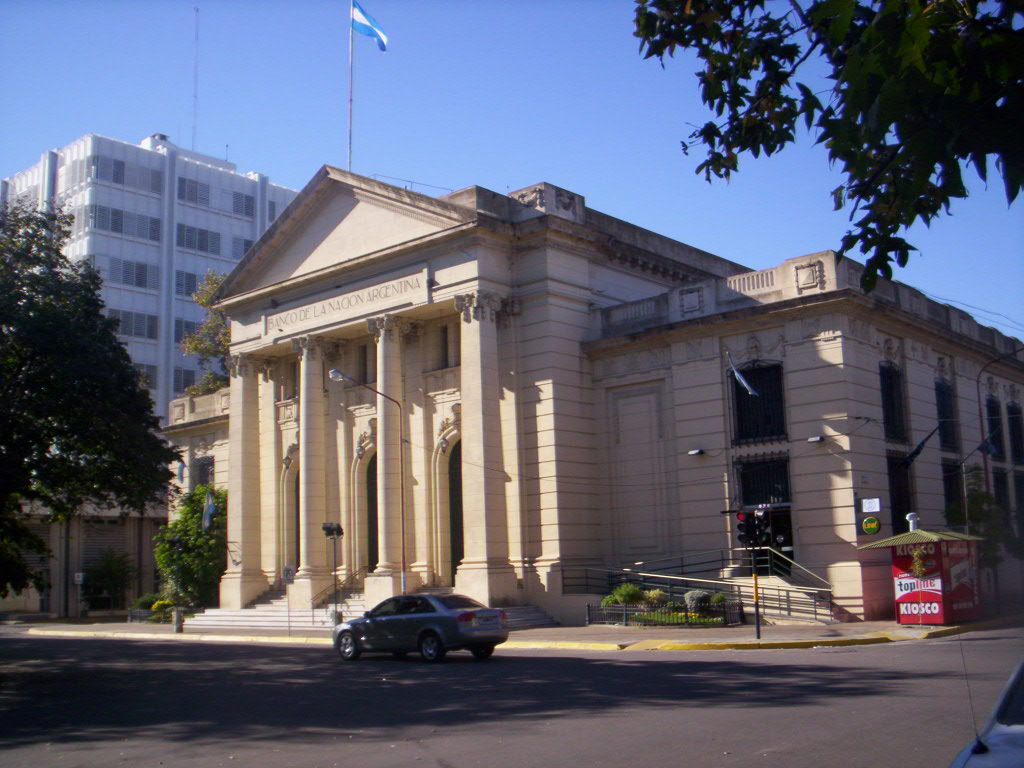
Местное отделение Национального банка Аргентины
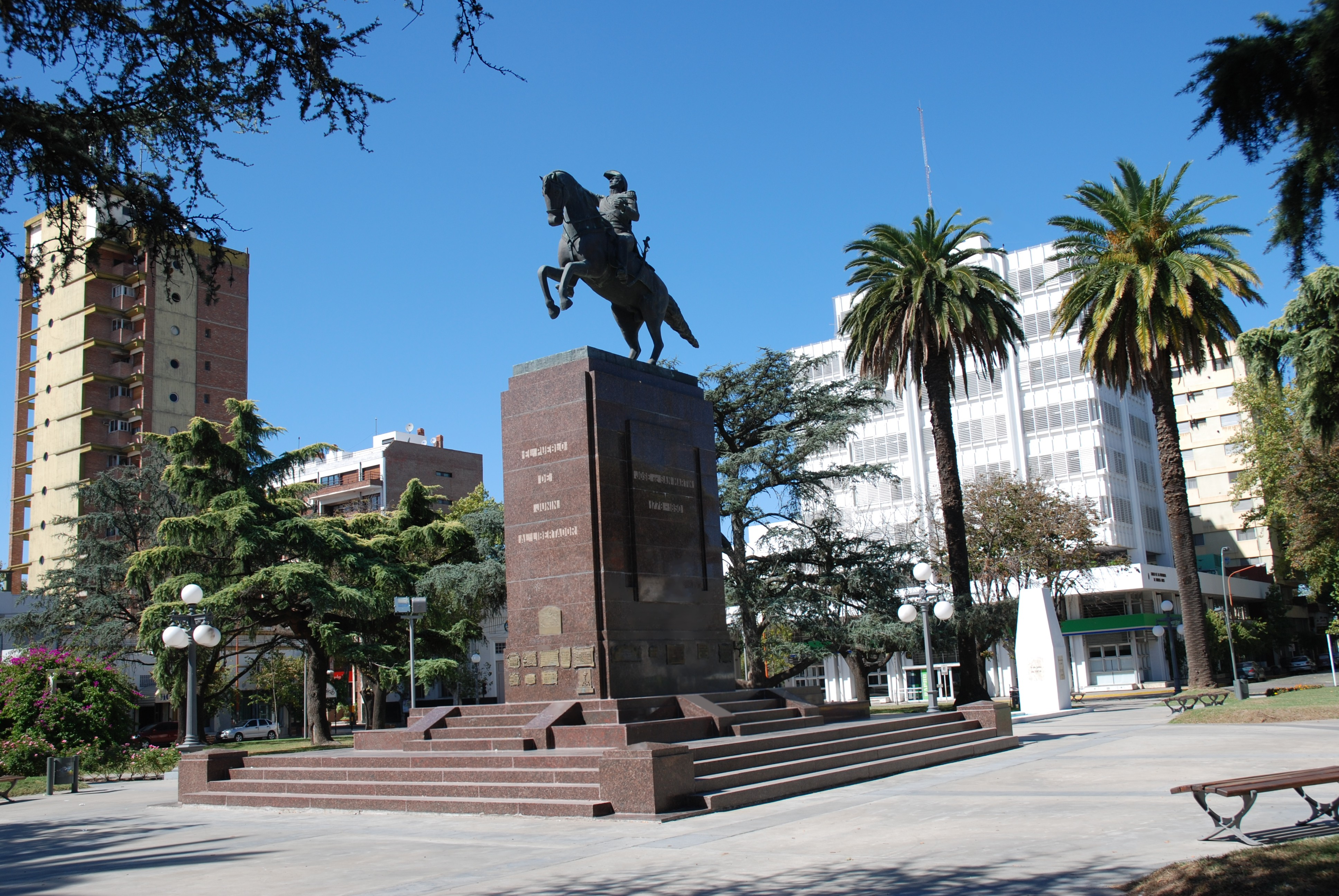
Площадь 25 Мая
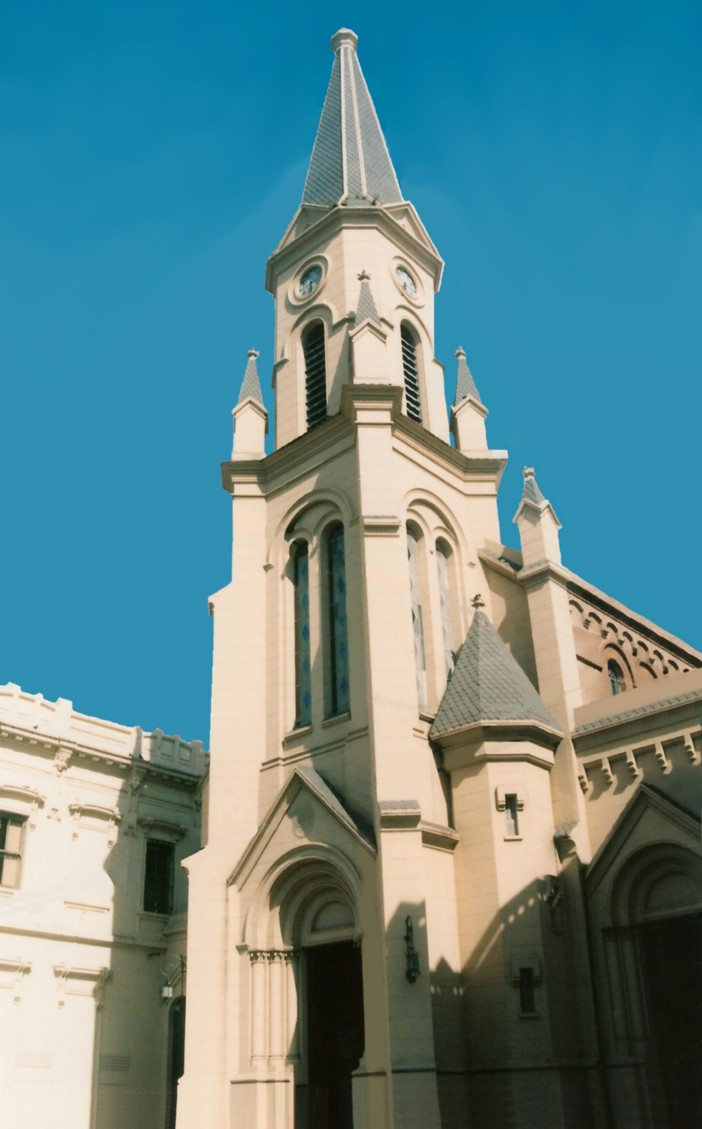
Церковь Святого Игнатия Лойолского
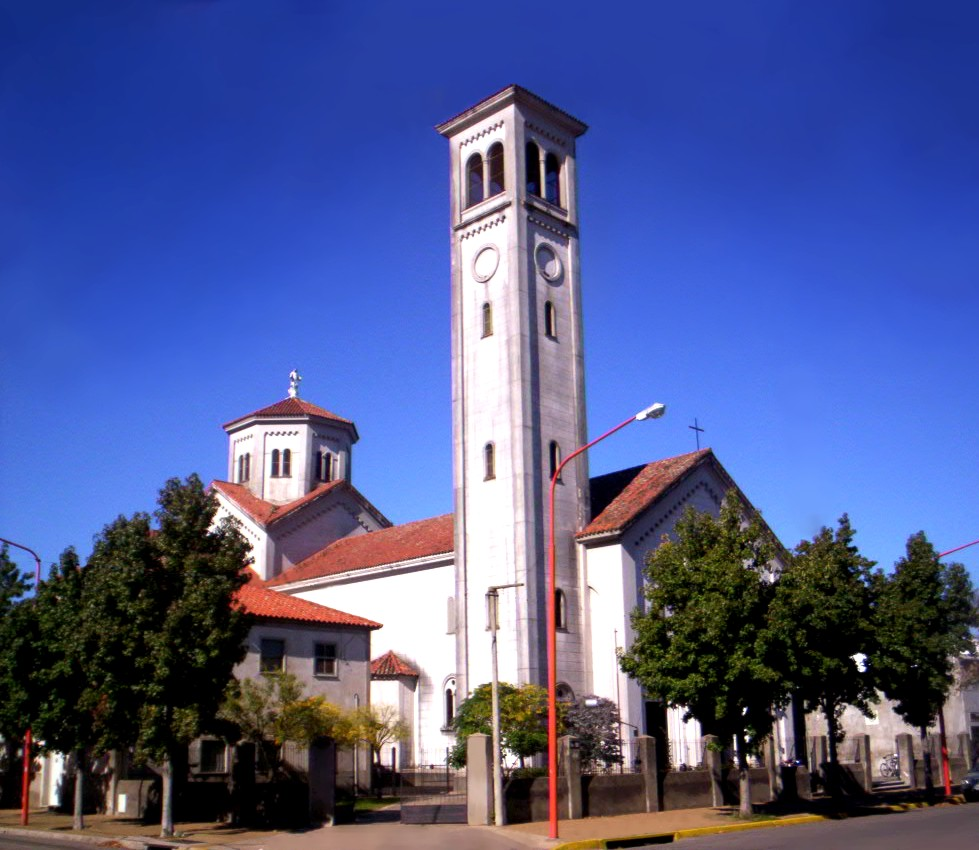
Церковь Святого Сердца
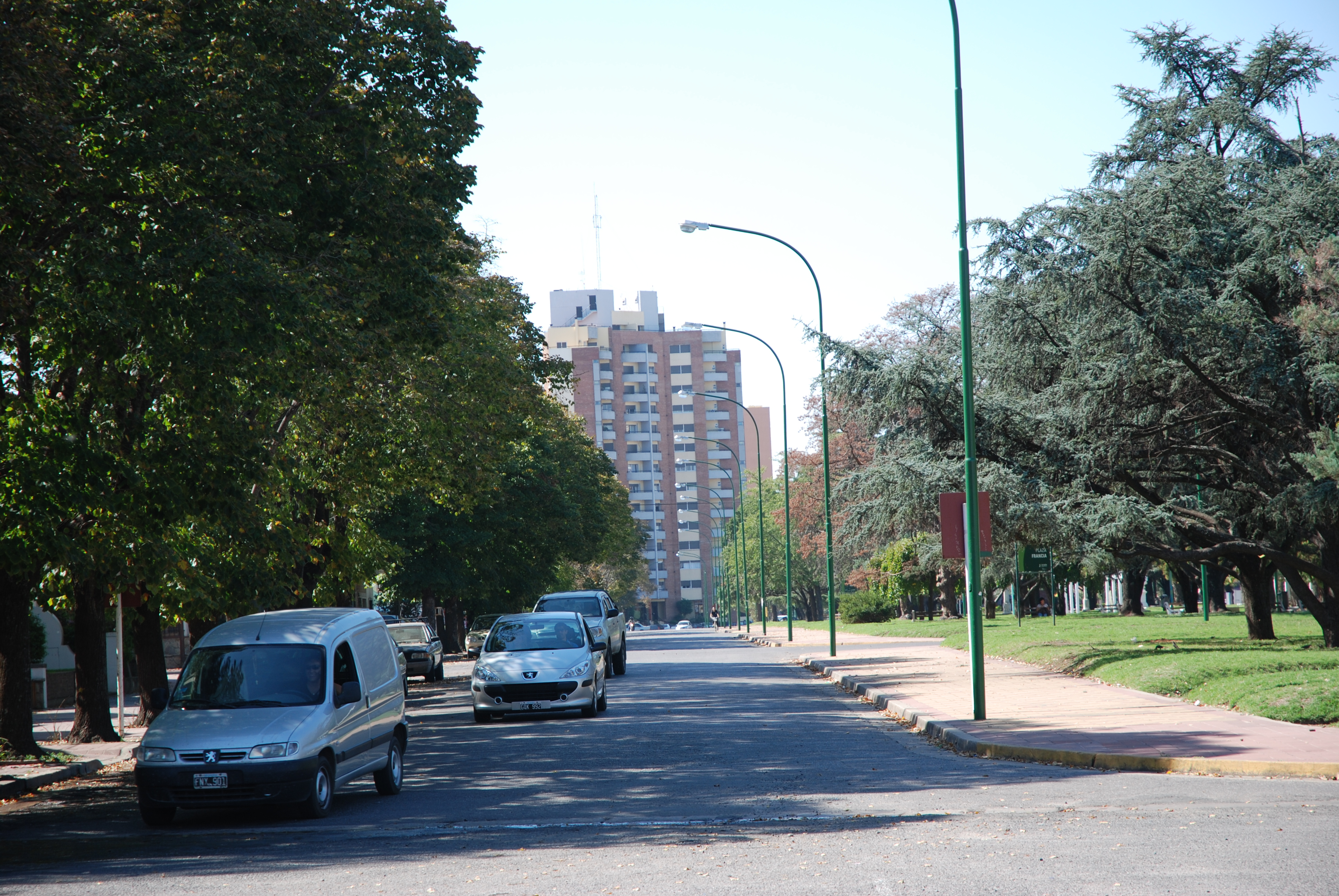
Сан Мартин Авеню
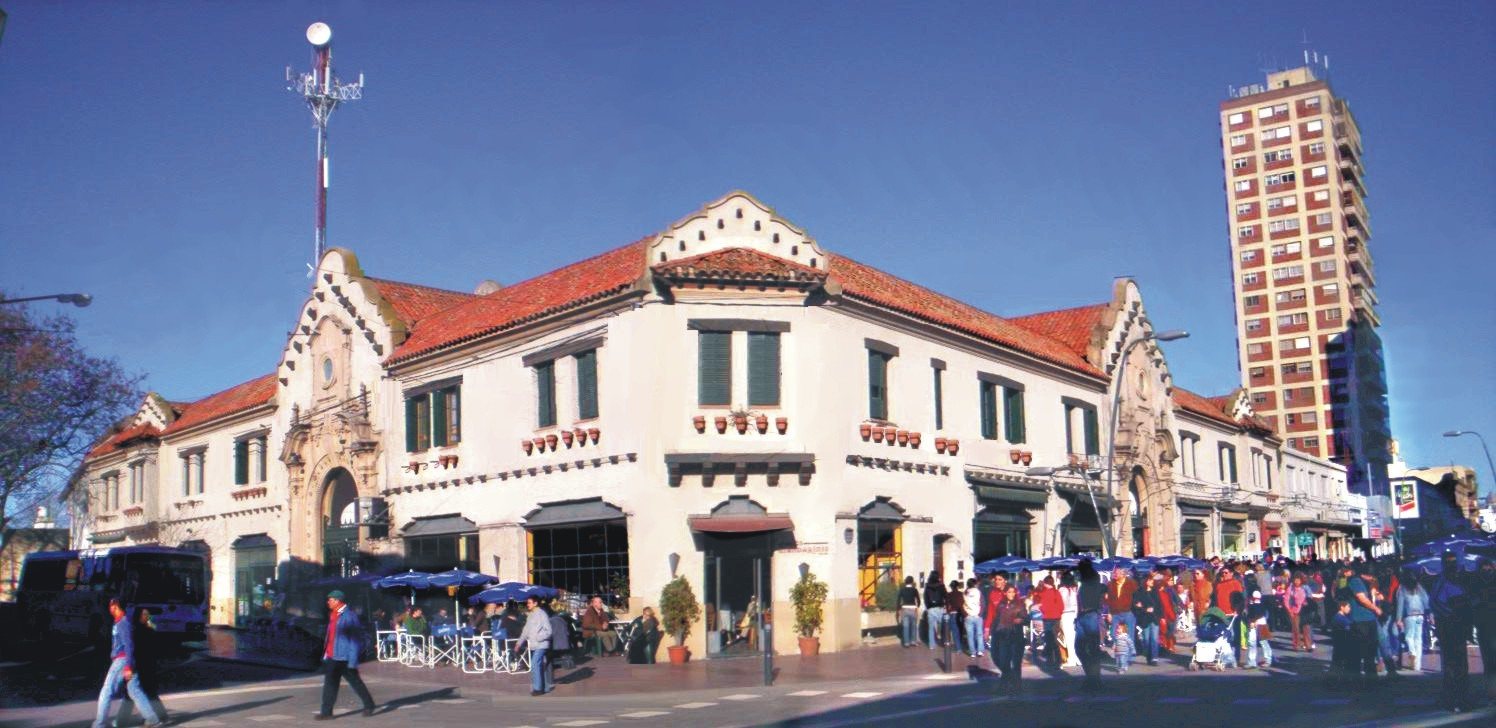
Музей искусств имени Анхеля Марии де Росы
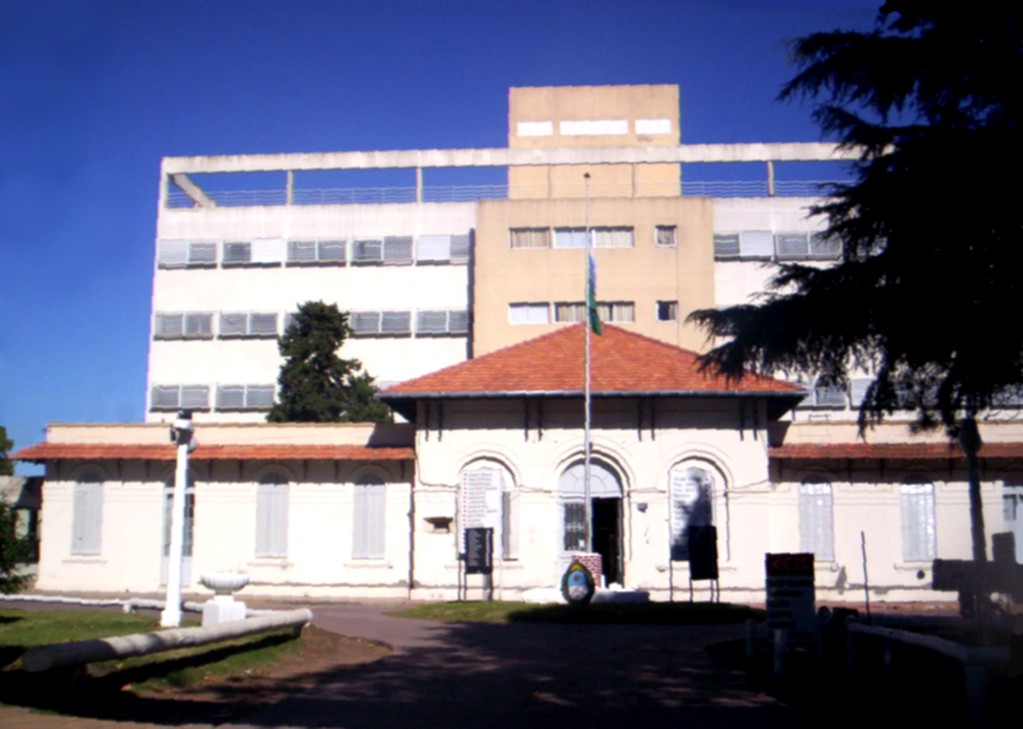
Больница Абрахама Пинейро
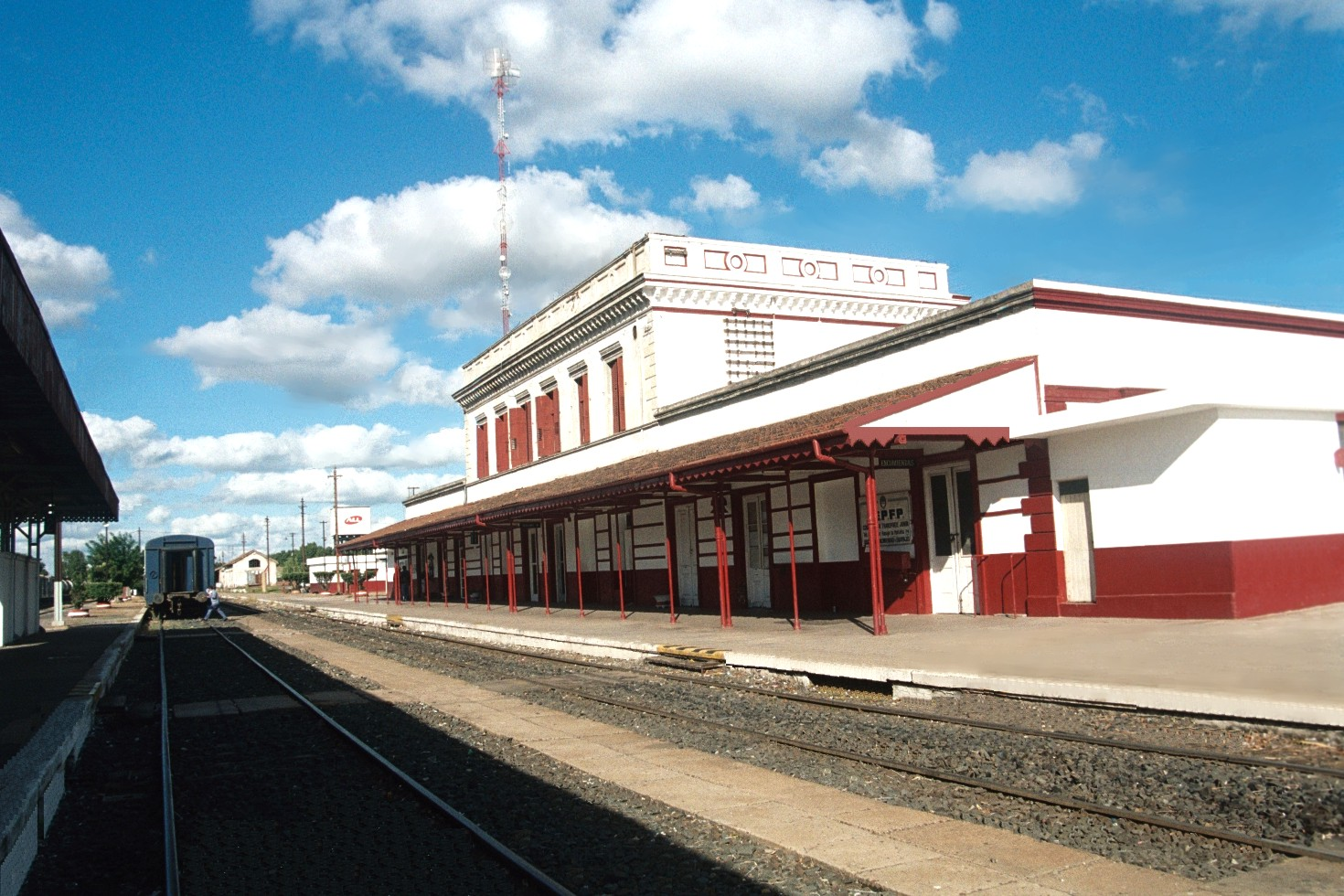
Железнодорожный вокзал Хунина
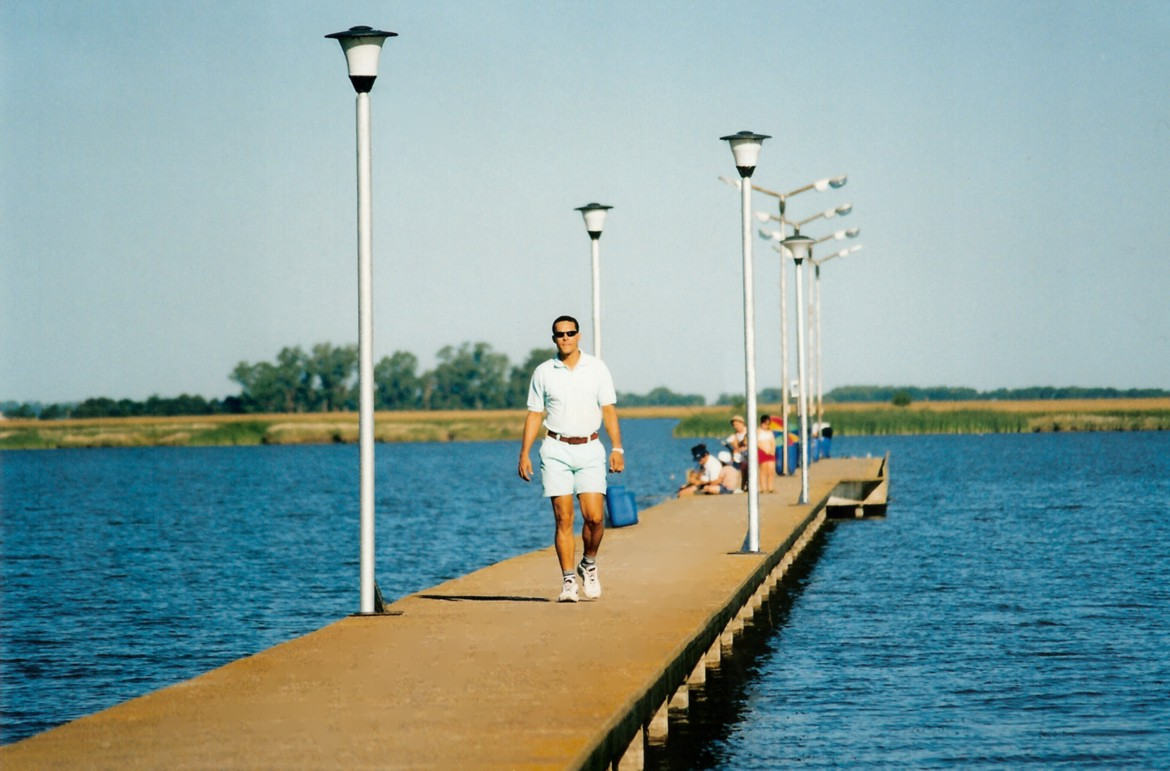
Рыбацкий Пирс на озере Эль Карпинчо
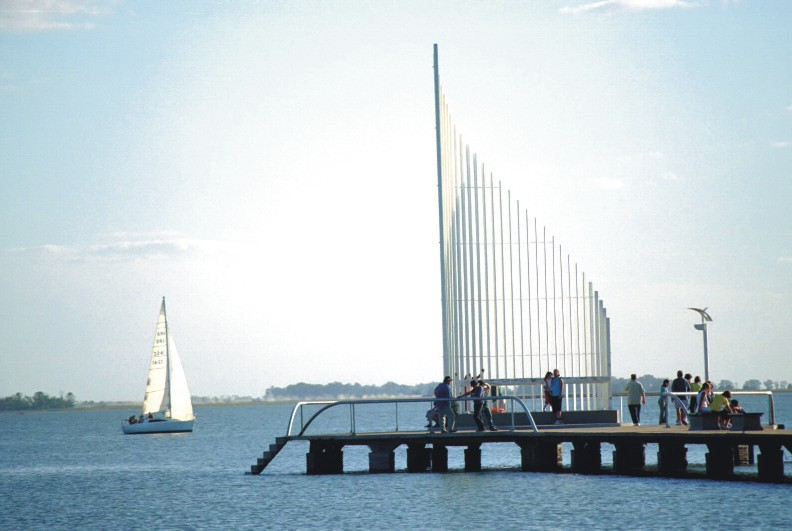
Пирс на озере Гомес

## Известные деятели
- Хуан Антонио Флеча, велосипедист
- Луис Анхель Фирпо, боксер
- Ева Перон, Первая Леди Аргентины